# Lernaeopodina longibrachia
Lernaeopodina longibrachia är en kräftdjursart som först beskrevs av Alessandro Brian 1912.  Lernaeopodina longibrachia ingår i släktet Lernaeopodina och familjen Lernaeopodidae. Inga underarter finns listade i Catalogue of Life.